# Bisbat de Quelimane
La diòcesi de Quelimane (portuguès: Diocese de Quelimane; llatí: Dioecesis Quelimanensis) és una seu de l'Església Catòlica a Moçambic, sufragània de l'arquebisbat de Beira. Al 2012 tenia 882.000 batejats sobre 1.010.000 habitants. Actualment està regida pel bisbe Hilário Da Cruz Massinga, O.F.M..

## Territori
La diòcesi comprèn la part meridional de la província de Zambézia, a Moçambic.
La seu episcopal és la ciutat de Quelimane, on es troba la catedral de catedral de Nossa Senhora do Livramento.
El territori s'estén sobre 62.557 km², i està dividida en 23 parròquies.

## Història
La diòcesi fou erigida el 6 d'octubre de 1954 amb la bolla Quandoquidem Christus del papa Pius XII, amb territori de la diòcesi de Beira (avui arxidiòcesi). Originàriament era sufragània de l'arxidiòcesi de Lourenço Marques (avui arxidiòcesi de Maputo).
El 4 de juny de 1984 va entrar a formar part de la província eclesiàstica de l'arxidiòcesi de Beira.
El 6 de desembre 1993 ha cedit una porció del seu territori per formar el bisbat de Gurué.

## Cronologia de bisbes
- Francisco Nunes Teixeira † (6 de febrer de 1955 - 23 de desembre de 1975 dimitit)
- Bernardo Filipe Governo, O.F.M.Cap. † (31 de maig de 1976 - 10 de març de 2007 dimitit)
- Hilário Da Cruz Massinga, O.F.M., des del 25 de gener de 2008

## Estadístiques
A finals del 2014, la diòcesi tenia 882.000 batejats sobre una població de 1.010.000 persones, equivalent al 87,3% del total.
| any  | població | població  | població | sacerdots | sacerdots       | sacerdots       | sacerdots             | diaques | religiosos | religiosos | parròquies |
| ---- | -------- | --------- | -------- | --------- | --------------- | --------------- | --------------------- | ------- | ---------- | ---------- | ---------- |
| any  | batejats | total     | %        | total     | clergat secular | clergat regular | batejats por sacerdot | diaques | homes      | dones      |            |
| 1970 | 131.384  | 1.585.634 | 8,3      | 88        | 9               | 79              | 1.493                 |         | 100        | 148        | 6          |
| 1980 | 181.010  | 2.100.126 | 8,6      | 68        |                 | 68              | 2.661                 |         | 83         | 65         | 31         |
| 1990 | 280.783  | 2.705.000 | 10,4     | 60        | 2               | 58              | 4.679                 |         | 71         | 46         | 36         |
| 1999 | 543.000  | 2.224.000 | 24,4     | 37        | 10              | 27              | 14.675                |         | 51         | 80         | 20         |
| 2000 | 563.570  | 2.275.000 | 24,8     | 40        | 11              | 29              | 14.089                |         | 53         | 65         | 22         |
| 2001 | 532.961  | 700.503   | 76,1     | 50        | 17              | 33              | 10.659                |         | 62         | 60         | 22         |
| 2002 | 632.900  | 700.600   | 90,3     | 74        | 18              | 56              | 8.552                 |         | 86         | 78         | 22         |
| 2003 | 700.032  | 800.010   | 87,5     | 56        | 18              | 38              | 12.500                |         | 76         | 82         | 22         |
| 2004 | 714.000  | 816.000   | 87,5     | 57        | 20              | 37              | 12.526                |         | 73         | 92         | 22         |
| 2010 | 806.000  | 922.000   | 87,4     | 60        | 22              | 38              | 13.433                |         | 91         | 109        | 22         |
| 2014 | 882.000  | 1.010.000 | 87,3     | 44        | 24              | 20              | 20.045                |         | 57         | 111        | 23         |